# Moot Hill

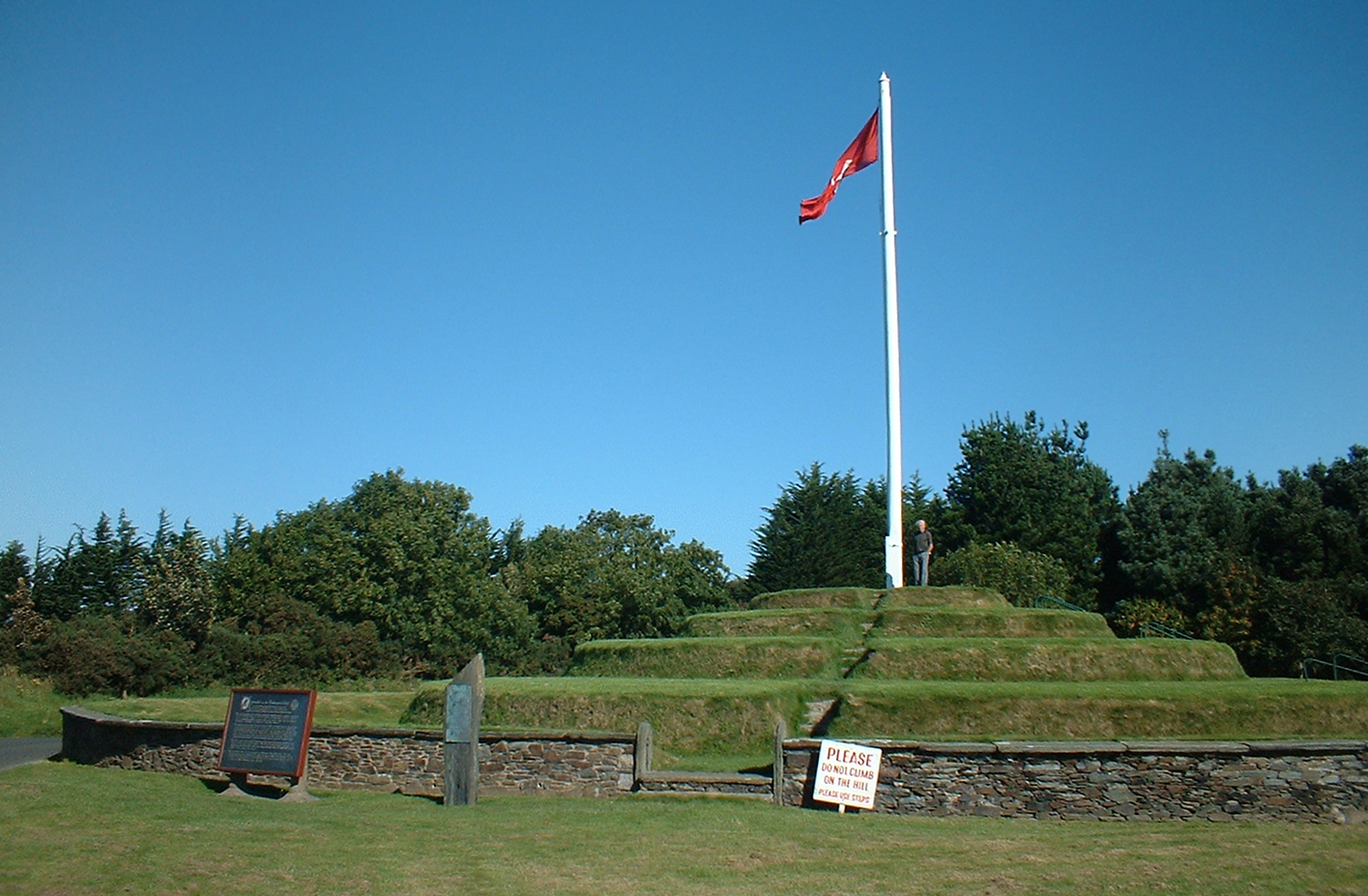
Das seltene Beispiel eines Moot Hills, der heute noch jährlich einmal für seinen ursprünglichen Zweck im Gebrauch ist: Tynwald Hill auf der Insel Isle of Man.

Ein moot hill oder mons placiti (Gesetzeshügel) ist ein Hügel, der zu historischer Zeit als Versammlungsort genutzt wurde. Im frühen Mittelalter Großbritanniens wurden diese Hügel zum Abhalten von moots genutzt, also für Versammlungen der Bevölkerung eines Ortes, in denen lokale Angelegenheiten geregelt wurden. Unter anderem wurden bei einem moot Proklamationen ausgerufen, Entscheidungen getroffen und Gerichtsverhandlungen durchgeführt. Auch wenn einige moot hills ursprünglich natürliche Erhebungen darstellten oder bereits lange zuvor als Grabhügel angelegt worden waren, so wurden andere jedoch speziell für den Zweck der moots errichtet. Etliche dieser Hügel sind heute noch erkennbar, jedoch nur sehr wenige noch in Gebrauch.

## Etymologie
Das Wort moot oder mote hat seinen Ursprung in der Altenglischen Sprache. Es wurde von dem Verb to meet („sich treffen“) abgeleitet und beschreibt ursprünglich jede Art von öffentlicher Zusammenkunft. Im Laufe der Zeit hat sich jedoch die Bedeutung des Wortes in ganz Großbritannien erweitert. In England wurde das Wort folkmoot zu einem speziellen Ausdruck für eine lokale Versammlung mit anerkannter Berechtigung zur Rechtsausübung. In Schottland wird der Begriff in der Literatur mangels anderer einheitlich akzeptierter Begriffe verwendet.
Viele moot, mote oder mute hills sind heute noch unter diesen Namen bekannt. Andere haben regionale Namen wie Court Hill (Gerichtshügel), Justice Hill (Gerechtigkeitshügel), Judgement Hill (Urteilshügel), Mount, Munt und vielen weiteren. Etliche werden auch mit Namen wie knol, knock, knowe,  law (Gesetz) oder auch einer Kombination davon in Verbindung gebracht. In Nordschottland ist ebenso der Begriff cuthill (gälisch 'comhdhail' – ein Platz der Versammlung) geläufig.

## Standorte
Moots mögen sich auf bereits zuvor existierenden, archäologischen Hügeln wie Hügelgräbern (engl.: tumuli oder burial mounds) oder Motten (engl.: mottes) versammelt haben. Andere trafen sich dagegen auf völlig natürlichen Erhebungen, die entweder so belassen wurden, wie sie waren oder aber auch für ihren vorgesehenen Zweck von Menschenhand angepasst wurden. Als gängige Hilfe bei der Identifikation dient, dass moot hills in der Regel kleiner als Motten sind und zudem keinerlei Anzeichen von Verteidigungswällen oder -gräben zeigen.
Manche Hügel, die man heute als moot hills bezeichnet, waren tatsächlich ursprünglich Mottes, also von einem vorwiegend in Holzbauweise errichteten Burgtyp, dessen Hauptmerkmal ein künstlich angelegter Erdhügel ist. Dabei wurde häufig ein Ringgraben angelegt und dessen Aushub in der Mitte aufgeschichtet. Auf dem zentralen Hügel errichtete man häufig ein turmförmiges Gebäude und darum herum Palisaden. Auf diese Weise erhielt man schnell und einfach eine gut zu verteidigende Anlage. In einigen Fällen mag ein ursprünglich als Motte errichteter Hügel später die Funktion eines echten  Moot Hills, also eines Standorts für regionale Versammlungen, übernommen haben.
Einige bekannte moot hills sind von Wasser umschlossen, so wie Mugdock, Mound Wood und Court Hill beim „Hill of Beith“, manche waren dies vielleicht früher, so wie Hutt Knowe. Eine solche Unerreichbarkeit würde den Gebrauch eines Bootes oder eines Stegs verlangen. Wood Mound ist ohne Zweifel von Menschenhand errichtet, was darauf hinweist, dass die Beziehung zwischen diesen Orten und dem Wasser eine funktionelle oder religiöse Bedeutung hatte. Silbury Hill ist ein Beispiel dafür, wie häufig neolithische und bronzezeitliche Baudenkmäler an Übergangsstellen oder Kreuzungspunkten in der Landschaft und nahe am Wasser gebaut wurden.

## Ursprung
Es ist bekannt, dass im frühen Mittelalter in Schottland insbesondere in den Highlands Brehons oder Richter auf 'Court Hills' Recht sprachen. Damals wurden diese Erhebungen tomemoid (von gälisch tom a' mhòid) genannt, was so viel heißt wie Gerichtshügel. Zu jener Zeit dürften für diesen Zweck kaum passende Gebäude existiert haben, weshalb es in der Regel keine Alternative dazu gab, einen Versammlungsort unter freiem Himmel zu verwenden. Es wird berichtet, dass irische Einwanderer die Brehon Laws (Richtergesetze), den Gebrauch von moot hills und die Tanistry (Tradition der Königs- und Clannachfolge) mit sich nach Schottland brachten.
Die erweiterte Rolle, die moot hills in der Rechtsprechung erhielten, hat seinen Ursprung in der Einführung des Lehnswesen in England durch die Normannen und in Schottland durch die schottischen Könige. So wie etwa David I von Schottland 1125–1153, der den Feudalismus einführte und weitreichende Gebiete der Gerichtsbarkeit an Günstlinge wie Walter Fitzallan, 1st High Steward of Scotland (Renfrewshire & die nördliche Hälfte von Kyle) oder Hugo von Morville (Cunningham) übergab, die ihrerseits wiederum weitgehende Machtbefugnisse an ihre eigenen Vasallen in Form der neu eingeführten Baronien (engl.: baronie, der Lehnsbezirk eines Barons) weitergaben. Diese Männer, größtenteils von normannischer, flämischer oder bretonischer Herkunft, denen nach Lehnsrecht bedeutende Ländereien verliehen wurden, waren von den inzwischen selbst französisch geprägten schottischen Königen im 12. Jahrhundert eingeladen worden und kamen nicht wie im Falle Englands als Eroberer. In bestimmten Fällen gab es eine enge Beziehung zwischen den alten keltischen Thaneages (ein nicht-militärischer Lehnsmann der frühen schottischen Krone mit ererbtem Titel) und den neuen feudalen Baronien. Jeder Baron hatte einen moot hill zur Ausübung seiner übertragenden gerichtlichen Rechte. Aber auch in etlichen Chartularen religiöser Einrichtungen ist verzeichnet, dass jene ebenfalls moot hills zum Abhalten von Gerichten nutzten.
Die im Feudalsystem ab dem 12. Jahrhundert ebenfalls neu geschaffenen Freistädte (schottisch: burgh, englisch borough) hielten ihre Gerichte auch im Freien ab, rund um das Marktkreuz, einen Menhir, einen moot hill oder einen prominenten Baum. Diese Gerichte fanden dreimal im Jahr statt: das Hauptgericht nach Pessach (Passah oder Ostern), das nächste nach dem Michaelistag (29. September), bei dem die Magistrate oder der Vogt (engl.: reeve) gewählt wurden und das dritte nach dem Julfest oder Weihnachten. Alle Bürger waren verpflichtet zu erscheinen.